# Кочитова скво
Кочитова скво је 45. епизода стрип серијала Кен Паркер објављена у Лунов магнус стрипу бр. 625. Објавио ју је Дневник из Новог Сада у фебруару 1985. године. Имала је 94 стране и коштала 70 динара. Епизоду је нацртао Карло Амбросини, а сценарио је написао М. Манетро. За насловну страну узета је реколоризована Милацова насловница.

## Оригинална епизода
Оригинална епизода објављена је у јануару 1982. год. под насловом La donna di Cochito. Издавач је била италијанска кућа Cepim. Имала је 96 страна и коштала 700 лира.

## Кратак садржај
Читаво племе Апача предаје се команди у војном утврђењу у близини реке Гила у Аризони. Индијанац Кочито улази у утврђење током ноћи да би извукао своју девојку Ноки. Покушавајући да побегне, Кочито убија једног војника, након чега за њим креће потера. Кочито и Ноки наилазе на Кена, коме украду пушку, бисаге (у којима се налазе књиге) и коња. Кен се придружује војницима који трагају за Кочитом и помаже им да га нађу. Кочито се, међутим, сам предаје и упозорава чету на заседу Апача, која би им припремила сигурну смрт. Кен и вoјници касније сазнају да је Кочито одрастао за белцима, који су га усвојили док је био беба, те да је помогао плавим блузама због тога што је племе Апача убило његове родитеље.

## Цензура
Из ове епизоде избачене су две странице. Брисане су слике на стр. 31/3, 31/4, 32/1, 32/2, 32/3, 32/5, 85, а на стр. 55/2 зацрњена је застава.

## Претходна и наредна епизода
Овој епизоди претходила је епизода На путу за Јуму (ЛМС-610) , а након ње објављена је епизода Дневник Адах (ЛМС-632). Списак свих епизода Кен Паркер може се погледати овде.